# Antípatro II da Macedônia
Antípatro II da Macedônia (Grego: Ἀντίπατρος Β' ὁ Μακεδών) era o filho de Cassandro com Tessalônica, que era meio-irmã de Alexandre, o Grande. Foi rei da Macedônia (297 - 294 a.C.), junto com seu irmão Alexandre V. Eventualmente, ele matou sua mãe e expulsou seu irmão do trono.

## Família
Seu pai, Cassandro, filho de Antípatro, foi responsável por exterminar os herdeiros de Alexandre, o Grande e iniciar o desmembramento do império de Alexandre ao se declarar rei da Macedônia, ao que os demais diádocos também se declararam reis das respectivas regiões; ele se casou com Tessalônica (filha de Felipe II).
Cassandro foi sucedido por seus três filhos, Felipe IV, Alexandre V e Antípatro II, que reinaram por três anos e seis meses, do quarto ano da 120a olimpíada ao terceiro ano da 121a olimpíada.

## Reinado
Dos filhos de Cassandro, Filipe IV, o mais velho, foi o primeiro a reinar, mas morreu logo depois do seu pai. Antípatro II, o filho mais novo, assassinou a própria mãe Tessalônica, que favorecia Alexandre V, e fugiu para Lisímaco.

## Guerra com Alexandre V
Alexandre V, resolvido a vingar sua mãe, procurou a aliança de Demétrio Poliórcetes, filho de Antígono Monoftalmo, enquanto que Lisímaco, preocupado com Demétrio, convenceu Antípatro II, seu genro, a fazer as pazes com o irmão.
Demétrio tomou o trono da Macedónia, e convenceu os Macedónios de sua legitimidade, por ser mais experiente, por seu pai ter sido um general de Filipe e Alexandre, por Antípatro, avô de Antípatro II e Alexandre V, ter sido um governador muito cruel e por Cassandro ter exterminado a família real, não poupando nem mulheres nem crianças. Segundo Eusébio de Cesareia, Demétrio Poliórcetes matou Alexandre V.
Lisímaco, preocupado com a guerra com Doricetes, um rei da Trácia, fez a paz com Demétrio, abdicando da metade da Macedónia, que pertencia ao seu genro. Apesar de Antípatro II ser casado com uma filha de Lisímaco, Eurídice, este o executou, e colocou sua filha, que estava reclamando, na prisão.
Segundo Juniano Justino, toda a casa de Cassandro pagou por seus crimes contra Alexandre, o Grande, por suicídio, terem a descendência destruída, mortes violentas, outros sofrimentos ou derramarem o sangue uns dos outros.